# Hạ tầng thị trường tài chính

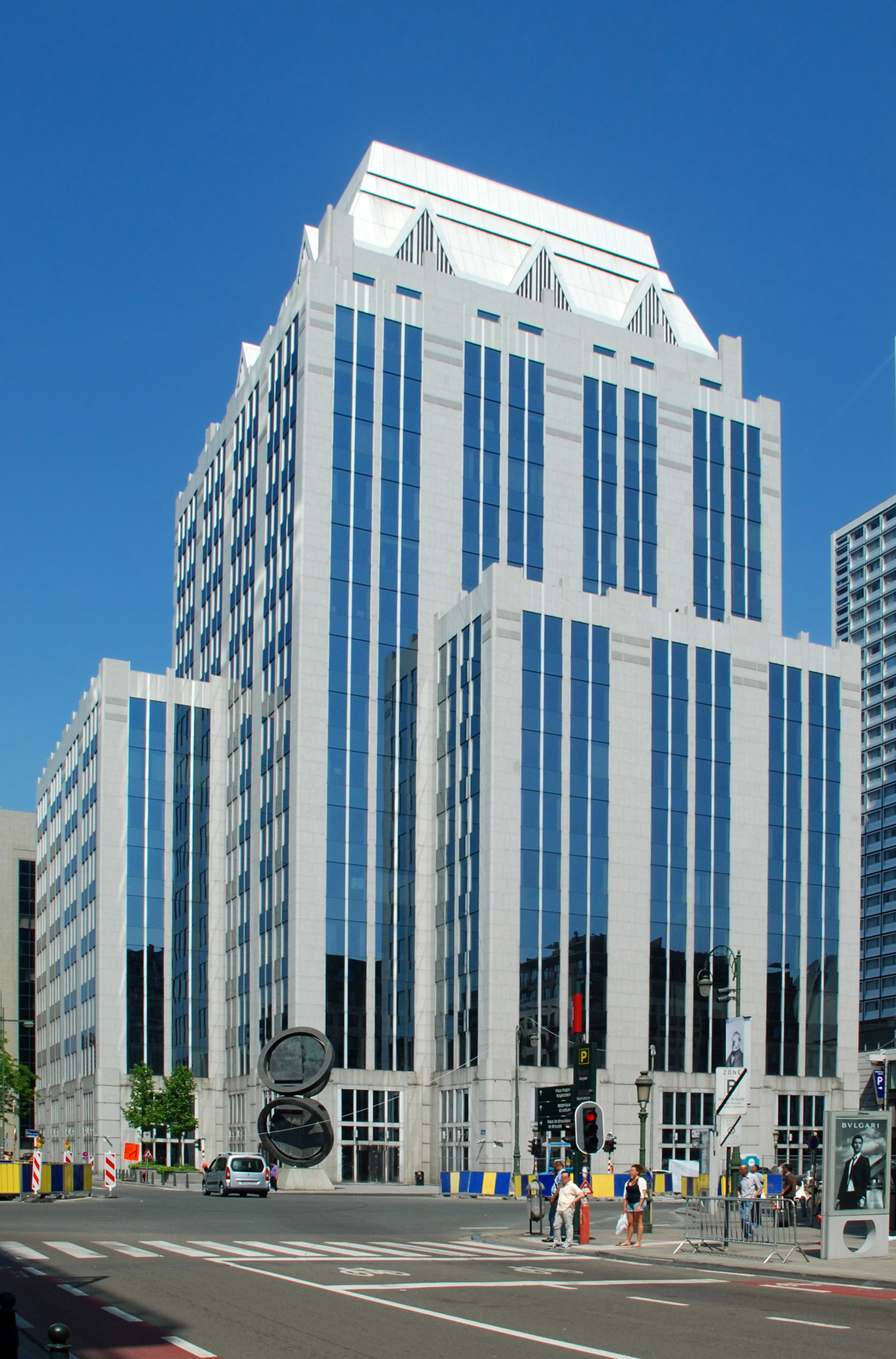
Tòa nhà Euroclear

Hạ tầng thị trường tài chính (Financial market infrastructure) đề cập đến các hệ thống tài chính và thực thể liên quan đến thanh toán, thanh toán tài chính, và việc lưu ký các hoạt động thanh toán, chứng khoán các loại, chứng khoán phái sinh và các giao dịch tài chính khác. Tùy thuộc vào ngữ cảnh, thiết chế hạ tầng thị trường tài chính có thể đề cập đến danh mục nói chung hoặc các công ty, doanh nghiệp hoặc thực thể riêng lẻ (do đó cũng được xem là cơ sở hạ tầng thị trường tài chính).

## Các yếu tố
Ví dụ về các thiết chế cơ sở hạ tầng thị trường tài chính bao gồm hệ thống thanh toán, hệ thống thanh toán chứng khoán, bù trừ đối tác, các kho lưu ký chứng khoán trung tâm và kho lưu trữ giao dịch:
Một số cơ sở hạ tầng tài chính có phạm vi hoạt động toàn cầu, chẳng hạn như dịch vụ nhắn tin tài chính SWIFT, nhà cung cấp dịch vụ thanh toán ngoại hối CLS Group và các trung tâm lưu ký chứng khoán quốc tế Euroclear Bank và Clearstream Banking SA. Các định chế cơ sở hạ tầng tài chính thương mại lớn khác bao gồm:
- Quỹ Depository Trust & Clearing Corporation (DTCC), điều hành công ty Depository Trust Company (DTC), Fixed Income Clearing Corporation (FICC), National Securities Clearing Corporation (NSCC) tại Hoa Kỳ cũng như dịch vụ kho lưu trữ giao dịch phái sinh toàn cầu
- The Clearing House Payments Company (còn được gọi là PayCo), điều hành Clearing House Interbank Payments System (CHIPS) tại Hoa Kỳ
- CME Clearing, ICE Clear Credit và Options Clearing Corporation, tham gia vào hoạt động thanh toán phái sinh tại Hoa Kỳ
- Eurex Clearing tại Đức, SIX SIS tại Thụy Sĩ, London Clearing House tại khu vực đồng Euro và Vương quốc Anh.
- China Central Depository & Clearing (ChinaBond)[3], Tập đoàn lưu ký và thanh toán chứng khoán Trung Quốc (ChinaClear), Shanghai Clearing House[4], và Hệ thống thanh toán liên ngân hàng xuyên biên giới (CIPS) ở Trung Quốc[5].

Các địa điểm giao dịch tài chính như sàn giao dịch chứng khoán, sàn giao dịch tương lai, sàn giao dịch hàng hóa và sàn giao dịch điện tử không phải lúc nào cũng được coi là thiết chế hạ tầng thị trường tài chính khi chúng phải chịu sự cạnh tranh, nhưng được đưa vào định nghĩa về cơ sở hạ tầng thị trường tài chính tại một số khu vực pháp lý như Thụy Sĩ. Nhiều sàn giao dịch là công ty con của các tập đoàn cơ sở hạ tầng tài chính như CME Group, Deutsche Börse, Euronext, Hong Kong Exchanges and Clearing, Intercontinental Exchange, Japan Exchange Group, London Stock Exchange Group, Nasdaq, Inc., Singapore Exchange và SIX Swiss Exchange. Một số cơ sở hạ tầng tài chính, bao gồm nhiều hệ thống thanh toán, được điều hành trực tiếp dưới quyền của ngân hàng trung ương, bao gồm một số hệ thống thanh toán tổng hợp theo thời gian thực (RTGS) như Hệ thống thanh toán giá trị cao ở Trung Quốc, T2 ở khu vực đồng euro, CHAPS ở Vương quốc Anh và Fedwire ở Hoa Kỳ. Các cơ sở hạ tầng khác do ngân hàng trung ương điều hành bao gồm Hệ thống giao dịch ngoại hối Trung Quốc (CFETS) ở Trung Quốc, hoặc TARGET2-Securities trong khu vực đồng euro và còn có phạm vi rộng hơn nữa.

## Cơ chế
Cơ sở hạ tầng thị trường tài chính, nhiều trong số đó là độc quyền tự nhiên, thường là tổ chức tài chính quan trọng về mặt hệ thống quan trọng và do đó phải chịu sự quản lý và giám sát mang tính can thiệp. Ở cấp độ toàn cầu, các tiêu chuẩn áp dụng là Nguyên tắc về Cơ sở hạ tầng thị trường tài chính (PFMI) được Ủy ban về Hệ thống thanh toán và giải quyết (CPSS, đổi tên vào năm 2014 thành Ủy ban về Cơ sở hạ tầng thị trường và thanh toán - CPMI) và Tổ chức quốc tế các Ủy ban chứng khoán (IOSCO) ban hành lần đầu tiên vào tháng 4 năm 2012. Những tiêu chuẩn này đã tổng hợp và tích hợp các tiêu chuẩn trước đây được ban hành riêng cho các hệ thống thanh toán quan trọng có hệ thống (CPSS, tháng 1 năm 2001), các hệ thống thanh toán chứng khoán (CPSS & IOSCO, tháng 11 năm 2001) và các đối tác trung tâm (CPSS & IOSCO, tháng 11 năm 2004):306. Ngữ nghĩa liên quan đôi khi phân biệt giữa sự giám sát, thường là của cơ quan giám sát thận trọng và ủy ban chứng khoán, và sự giám sát của ngân hàng trung ương, mặc dù trên thực tế sự phân biệt đó đã bị xói mòn theo thời gian:316. Ví dụ, có các khuôn khổ giám sát hợp tác quốc tế dành cho SWIFT (do Ngân hàng Quốc gia Bỉ đứng đầu) và CLS (do Cục Dự trữ Liên bang Hoa Kỳ đứng đầu). Khuôn khổ giám sát Eurosystem, do Ngân hàng Trung ương Châu Âu đứng đầu, liên kết Ngân hàng Trung ương Quốc gia với việc giám sát Dịch vụ TARGET, EURO1 và STEP2-T:321.